# George Raphaël Béthenod de Montbressieux

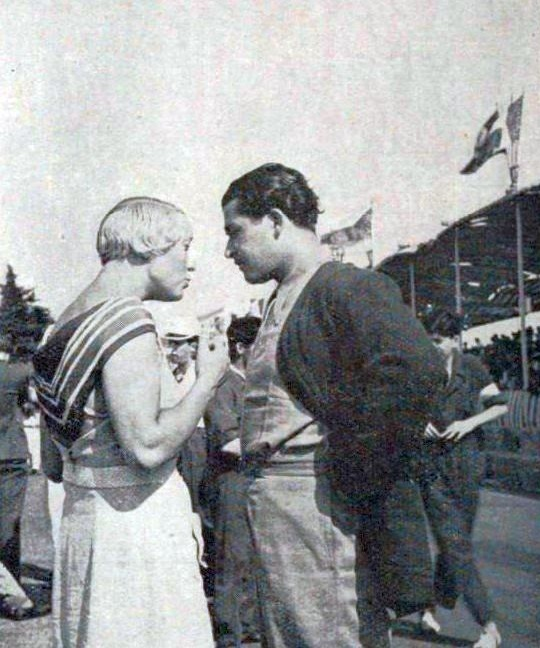
Raph (rechts) mit Hellé Nice 1935 in Nizza

Raphaël Georges Marquis Béthenod de las Casas de Montbressieux, genannt Raph, (* 8. Februar 1910 in Buenos Aires; † 16. Juni 1994 in Neuilly-sur-Marne, Département Seine-Saint-Denis) war ein französisch-argentinischer Rennfahrer.

## Karriere
Der Sohn eines französischen Grafen und einer Argentinierin begann seine Rennkarriere in den USA, ehe er 1935 nach Europa kam und im Privatteam von Raymond Sommer mit einem Alfa Romeo gute Erfolge erzielte. Nach einem schweren Unfall beim 24-Stunden-Rennen von Le Mans 1937 konzentrierte sich Raph auf Voiturette-Rennen.
Zwischen 1942 und etwa 1944 betrieb er Automobiles Électraph in Cannes.
Nach dem Zweiten Weltkrieg bestritt Raph zwei Rennsaisons mit Maserati und erreichte einen dritten Platz beim Grand Prix von Albi 1946. Für 1948 erwarb er einen Talbot, verunglückte in Albi jedoch schwer. Ein Schädelbruch, verbunden mit Gedächtnisaussetzern, ließ ihn nie wieder zur alten Form zurückkehren. Nach ein paar zaghaften Versuchen 1950 beendete er seine Karriere und war als Chauffeur und Autovermieter an der Riviera tätig.

## Statistik

### Le-Mans-Ergebnisse
| Jahr | Team               | Fahrzeug       | Teamkollege           | Platzierung | Ausfallgrund      |
| ---- | ------------------ | -------------- | --------------------- | ----------- | ----------------- |
| 1935 | Eddie Hertzberger  | MG Magnette K3 | Eddie Hertzberger     | Ausfall     | Kompressorschaden |
| 1937 | André M. Embiricos | Talbot T150C   | Nicholas S. Embiricos | Ausfall     | Unfall            |